# Gardner Ackley
Hugh Gardner Ackley (30 de junho de 1915 - 12 de fevereiro de 1998) foi um economista e diplomata estadunidense. 

## Biografia
Ackley serviu como membro do Conselho de Consultores Econômicos durante o governo do Presidente John F. Kennedy e como Presidente do mesmo Conselho, durante o governo do Presidente Lyndon B. Johnson de 1964 a 1968. Ele também serviu como embaixador na Itália de 1968 a 1969. Ackley foi membro da Universidade de Michigan por 43 anos e atuou como presidente do departamento de Economia.  Ao retornar à universidade após servir na embaixada, ele foi nomeado professor de economia política.  Em 1982, ele serviu como presidente da American Economic Association.
Ackley nasceu em Indianapolis, Indiana, em 1915, e foi criado em Kalamazoo, Michigan, onde frequentou escolas públicas e se formou na Western Michigan University em 1936.  Ele ganhou um Ph.D da Universidade de Michigan em 1940, e ingressou na faculdade naquele ano.  Ele serviu no Escritório de Administração de Preços dos EUA e no Escritório de Serviços Estratégicos em Washington, DC de 1941 a 1946 e como diretor assistente do Escritório de Estabilização de Preços dos EUA de 1951 a 1952.
Ackley acreditava que o governo tinha um papel definido na sintonia fina da economia, usando tanto a intervenção fiscal quanto a monetária.  Ele alertou o presidente Johnson em 1966 que um aumento de impostos era necessário para financiar a escalada da guerra no Vietnã e o aumento dos gastos com assistência social que Johnson estava empreendendo.  Johnson não pediu um aumento de impostos, e economistas, incluindo Paul Samuelson, acreditavam que essa era a causa da inflação dos anos 70.  
Ackley foi o autor do popular livro de pós-graduação Macroeconomic Theory, que foi traduzido em várias línguas e permaneceu o texto avançado padrão durante os anos 1960 e início dos anos 1970. Ele recebeu uma bolsa da Academia Americana de Artes e Ciências em 1968 e outra bolsa da Fundação Ford.

## Obra
- "Preços Relativos e Demanda Agregada ao Consumidor", com DB Suits, 1950, American Economic Review.
- "A relação de poupança de riqueza", Journal of Political Economy, 1951.
- "Preços Administrados e o Processo Inflacionário", American Economic Review, 1959.
- Teoria Macroeconômica, Macmillan Company, 1961; republicado como Macroeconomic Analysis and Theory, 1978.
- Influência da Inflação Mundial, The Atlantic Institute , 1971.
- "Uma política de rendimentos para a década de 1970", Review of Economics and Statistics, 1972.
- Macroeconomia: Teoria e Política, Macmillan Library Reference 1978.
- "Os custos da inflação", American Economic Review, 1978.